# Парашютная медаль Лео Стивенса
«Парашютная Медаль А. Лео Стивенса» — награда парашютистов, названная в честь Альберта Лео Стивенса. Она была впервые вручена Джо Крану из Минолы, Нью-Йорк 4 сентября 1948 года Огастусом Постом на банкете «Первые ласточки авиации», устроенном в отеле «Картер» в Кливленде штата Огайо, во время «Национальной Воздушной Гонки».

## Победители
- 1948 — Джо Кран
- 1949 — E. Верна Стюарт
- 1950 — Артур Дж. Лафам
- 1951 — Уильям Р. Лавлейс
- 1952 — Гарольд Харрис[англ.]
- 1953 — Амос Р. Литтл
- 1954 — Джон Пол Стэпп[англ.]
- 1958 — Жак-Андре Истл[англ.]
- 1959 — Джозеф Уильям Киттингер II